# 札幌市交通局3300形電車
札幌市交通局3300形電車（さっぽろしこうつうきょく3300がたでんしゃ）は、札幌市交通局が1998年に導入した札幌市電の路面電車車両である。

## 概要

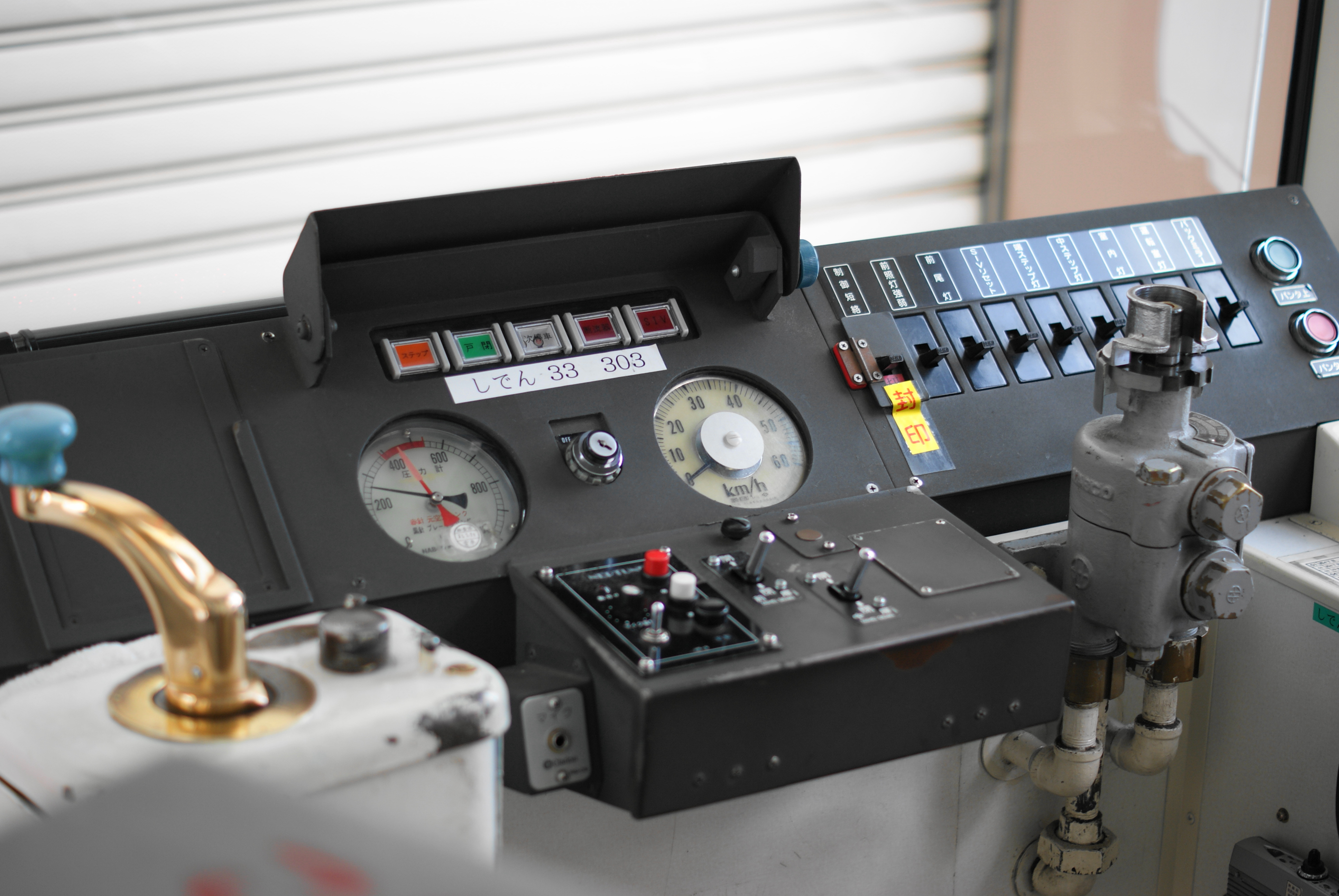
3303号の運転台

1998年（平成10年）に登場した、330形の電装品を用いて車体を新製した車体更新車。シングルアームパンタグラフ、車内案内装置、LED式の停車灯などを新たに採用した。非冷房車であるが、8500形と同様のラインフローファンを設けている。当初よりCIカラー（STカラー）である。初年度の3301号は側窓が内開き式であったが、3302号から横引きに変更されている。3305号の保安ブレーキは国土交通省の通達に伴い、二重化された。330形に続いてM100形も同様の更新を行う予定があったが中止された。

## 製造
全車アルナ工機にて車体更新を実施した。
- 3301号：1998年3月、334号の車体更新
- 3302号：1999年3月、333号の車体更新
- 3303号：1999年12月、332号の車体更新
- 3304号：2000年11月、335号の車体更新
- 3305号：2001年11月、331号の車体更新

## 改造

### 側窓
3301号は製造当初内開き式の側窓であったが、3302号登場後に同様の横引き窓に改造された。

### 方向幕更新
当形式は札幌市電の在来車両で唯一、2015年（平成27年）12月のループ化以降も方向幕の使用を続けていた。しかし2019年（令和元年）より一部の車両がLED式に更新され、それまで日本語表記のみであった前面表示の多言語化も実施されている。
2022年（令和4年）度は300万円、2023年（令和5年）度には700万円が投じられ、行先表示器の更新が行われた。行先表示器が更新されていない車両は3302号のみ。また、3302号は、2024年現在、3300形のみならず、札幌市電、および札幌市交通局全体の車両で唯一の方向幕車。

## 広告車両
2025年6月現在、3304号が白いブラックサンダー（有楽製菓）の全面広告車両となっている。

### イルミネーション電車
2007年（平成19年）1月から数年間、毎年冬に市民有志などの手によってイルミネーション電車が運行された。当形式の車体側面にLEDでイルミネーションが施された。2012年（平成24年）以降は車内を装飾した電車の運行に代替された。

### 雪ミク電車
3302号と3303号が以下の日程で初音ミクのさっぽろ雪まつり向けバージョン「雪ミク」のイラストを用いたラッピング車両となっている。同車の車内放送は初音ミクの担当声優である藤田咲のものを使用している。また、3302号車内には藤田と鏡音リン・レンの担当声優である下田麻美のサインが残されている。
- 2011年2月11日 - 3月26日[11]
- 2011年12月19日 - 2012年3月30日[12]※この年のみ3303号を使用。
- 2013年11月18日 - 2014年3月28日[13]
- 2014年11月17日 - 2015年3月29日[14]
- 2015年11月22日 - 2016年3月27日[15]
- 2016年11月21日 - 2017年3月26日[16]
- 2017年11月27日 - 2018年3月27日[17]
- 2018年12月3日 - 2019年3月26日[18]
- 2019年11月25日 - 2020年3月25日[19][20]
- 2020年11月21日 - 2021年3月24日[21]
- 2022年11月19日 - 2023年3月26日[22]
- 2023年11月18日 - 2024年3月24日[23]
- 2024年11月16日 - 2025年3月23日[24]

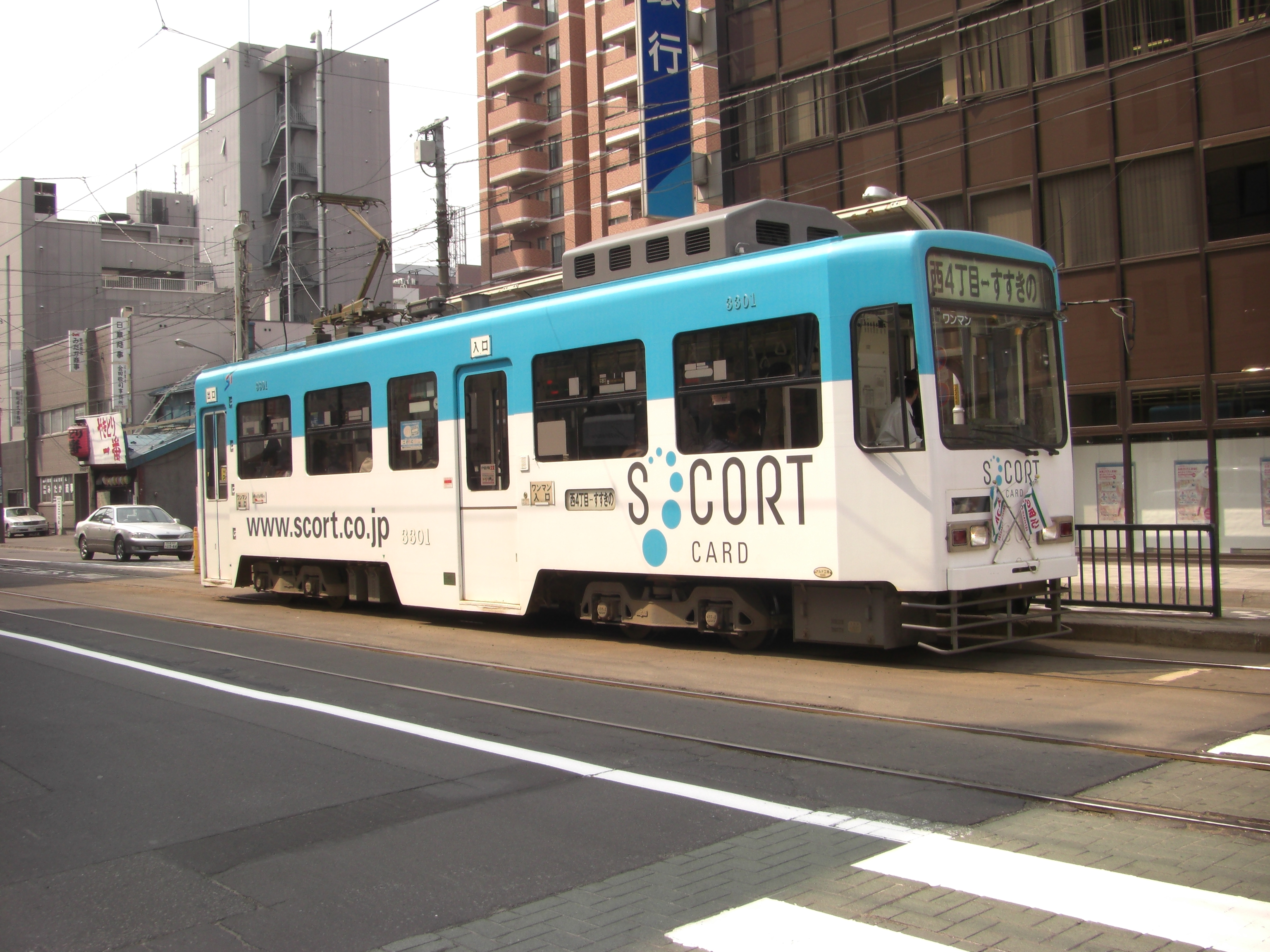
エスコートカード広告の3301号
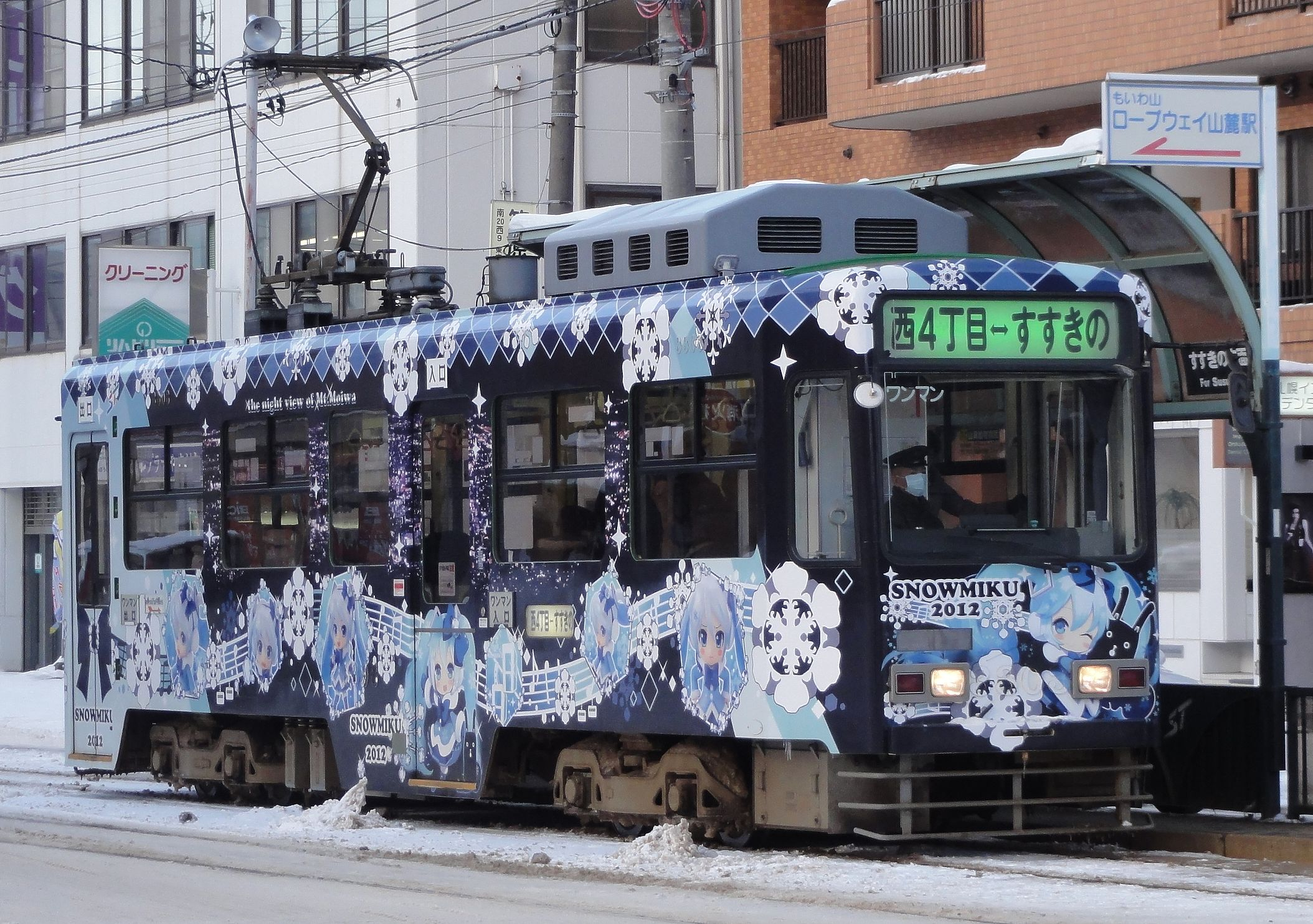
2011 - 2012シーズンの「雪ミク」ラッピングをされた3303号
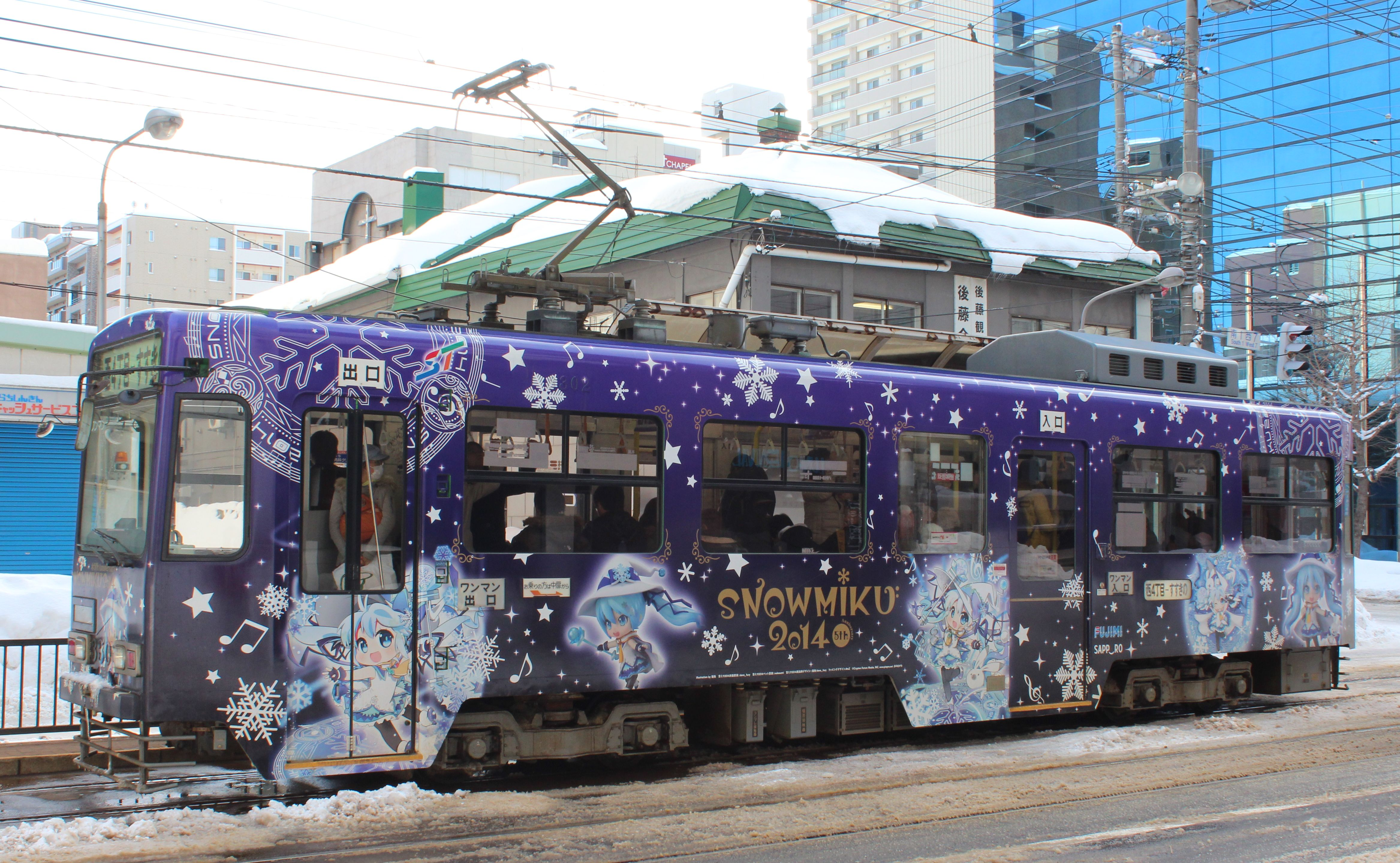
2013 - 2014シーズンの「雪ミク」ラッピングをされた3302号
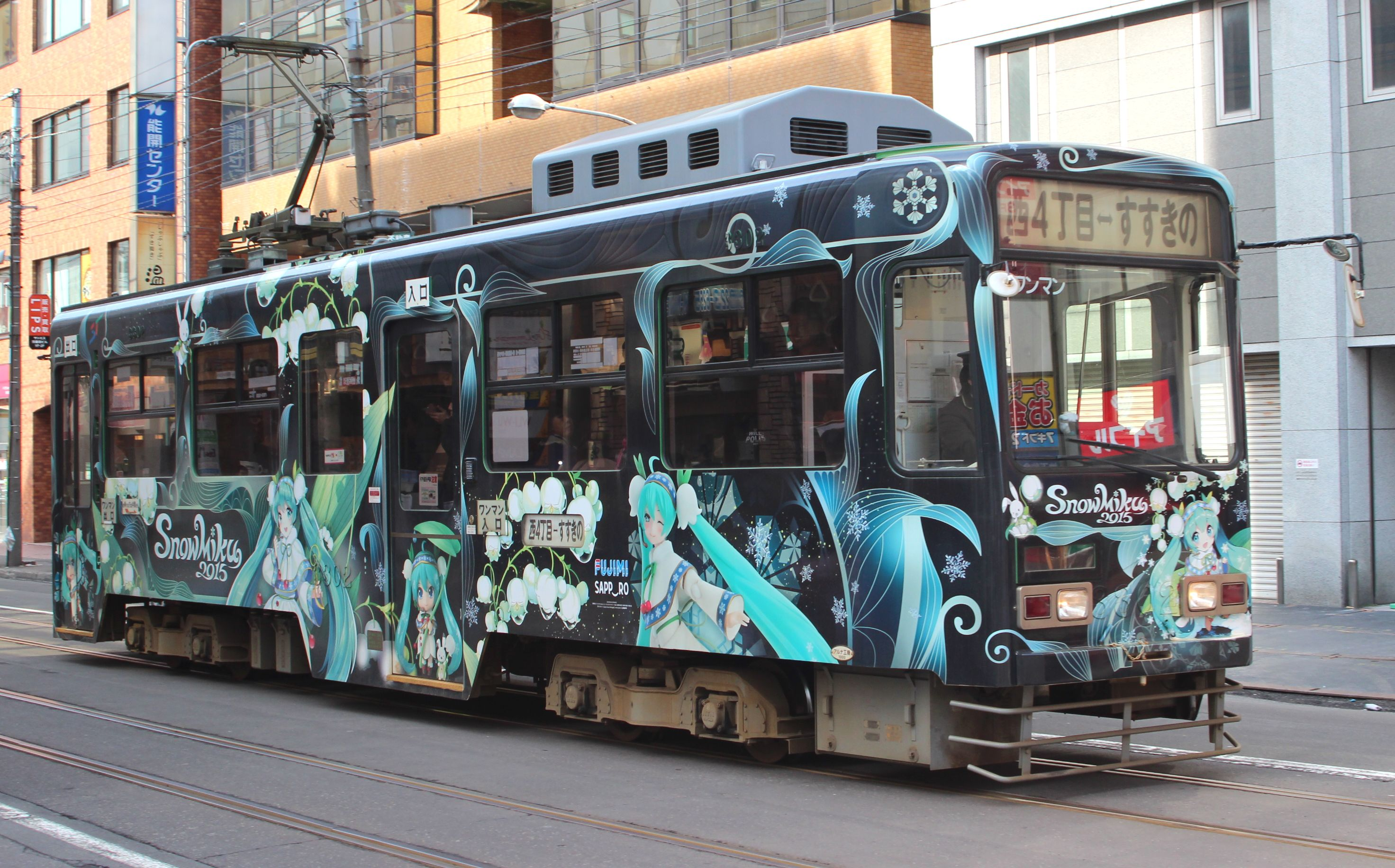
2014 - 2015シーズンの「雪ミク」ラッピングをされた3302号
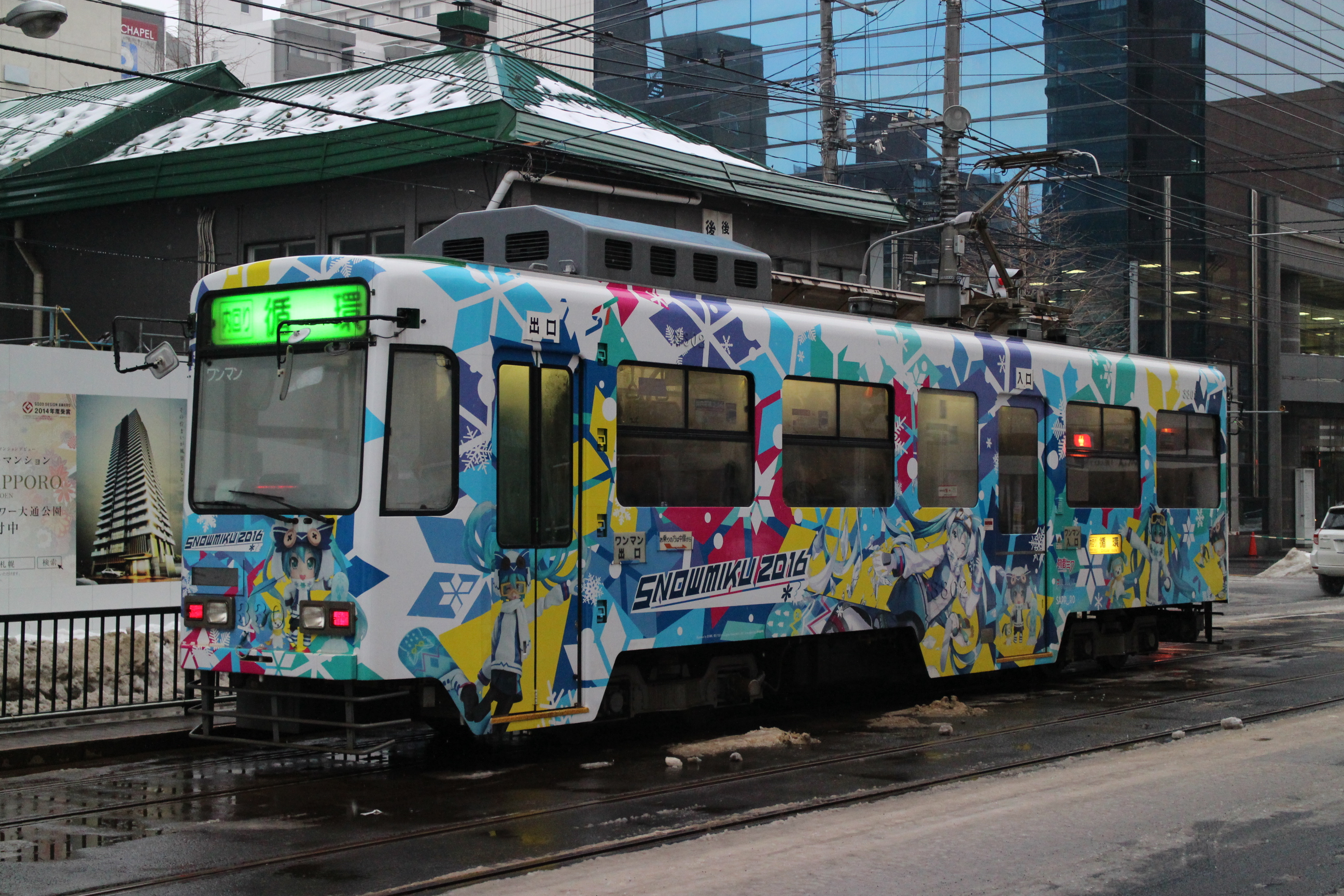
2015 - 2016シーズンの「雪ミク」ラッピングをされた3302号
2016 - 2017シーズンの「雪ミク」ラッピングをされた3302号
2017 - 2018シーズンの「雪ミク」ラッピングをされた3302号
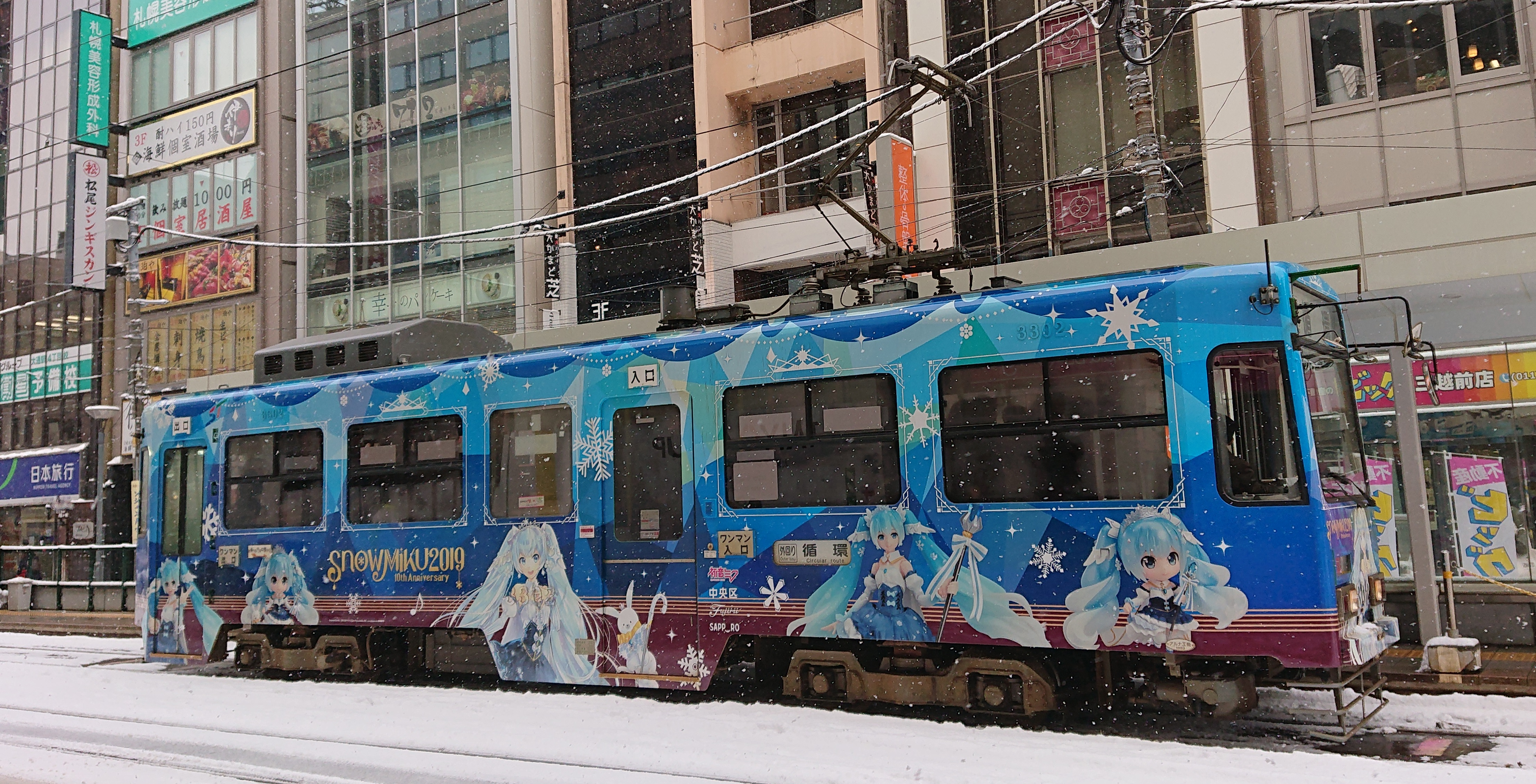
2018 - 2019シーズンの「雪ミク」ラッピングをされた3302号
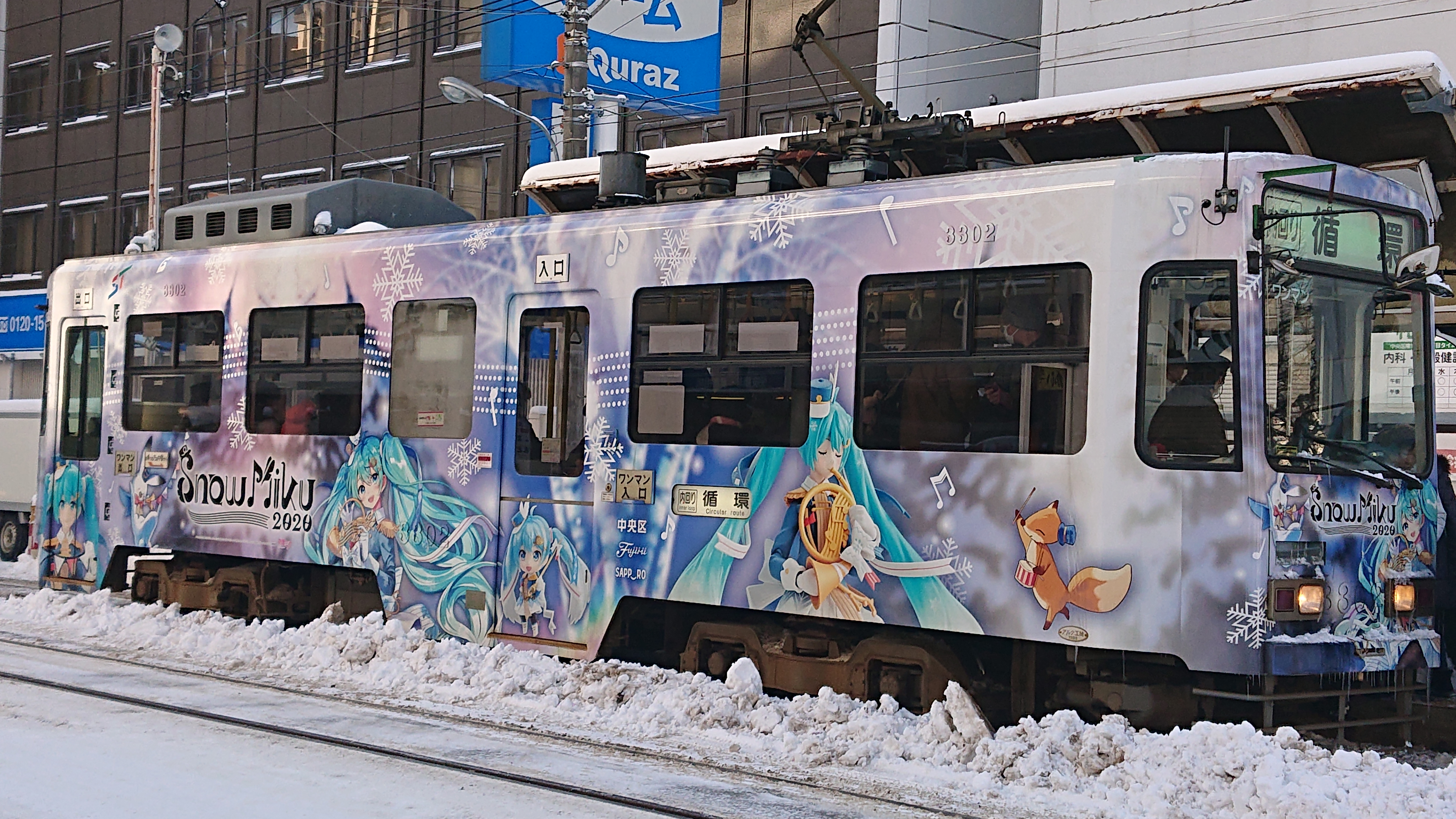
2019 - 2020シーズンの「雪ミク」ラッピングをされた3302号
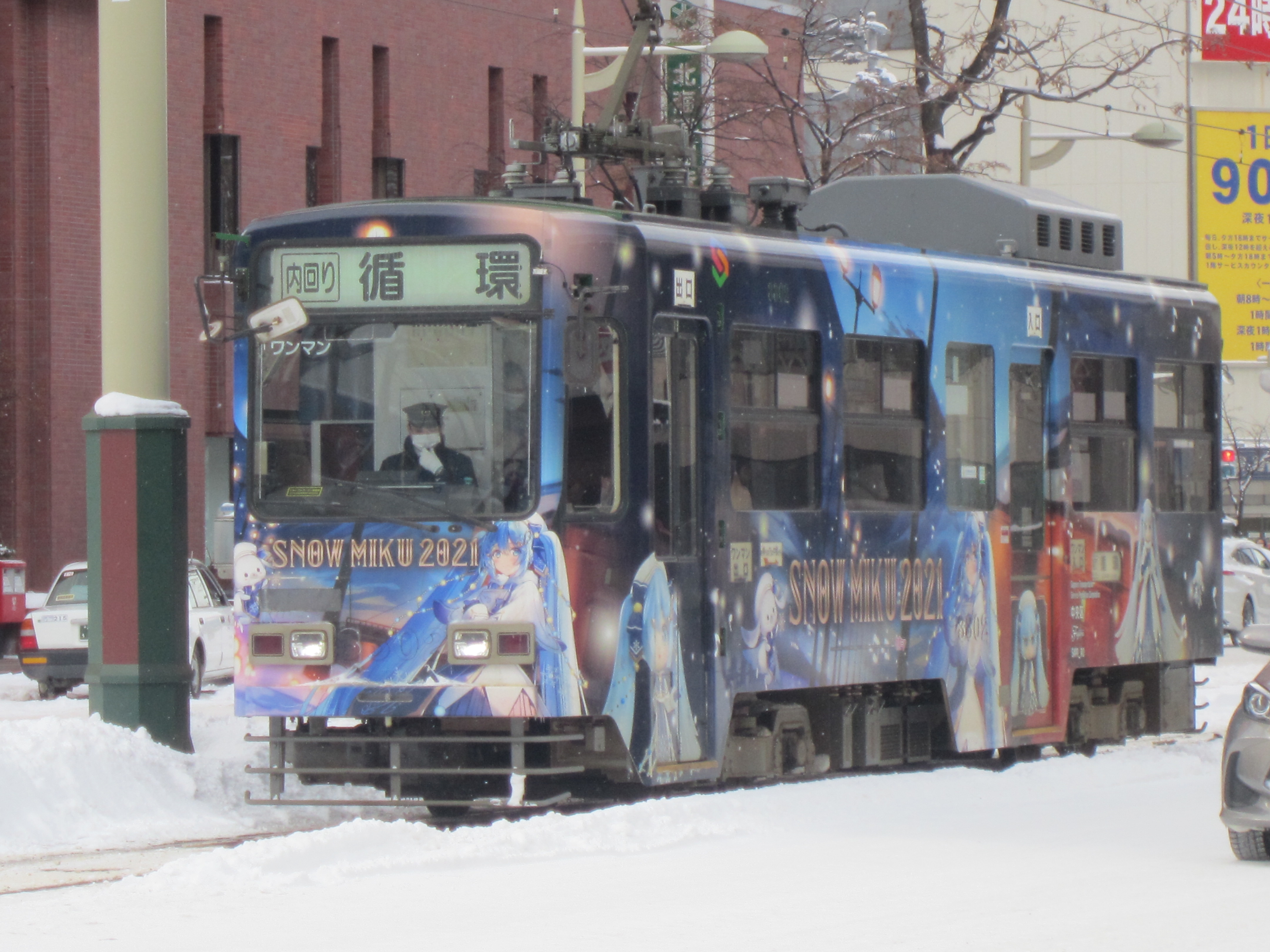
2020 - 2021シーズンの「雪ミク」ラッピングをされた3302号
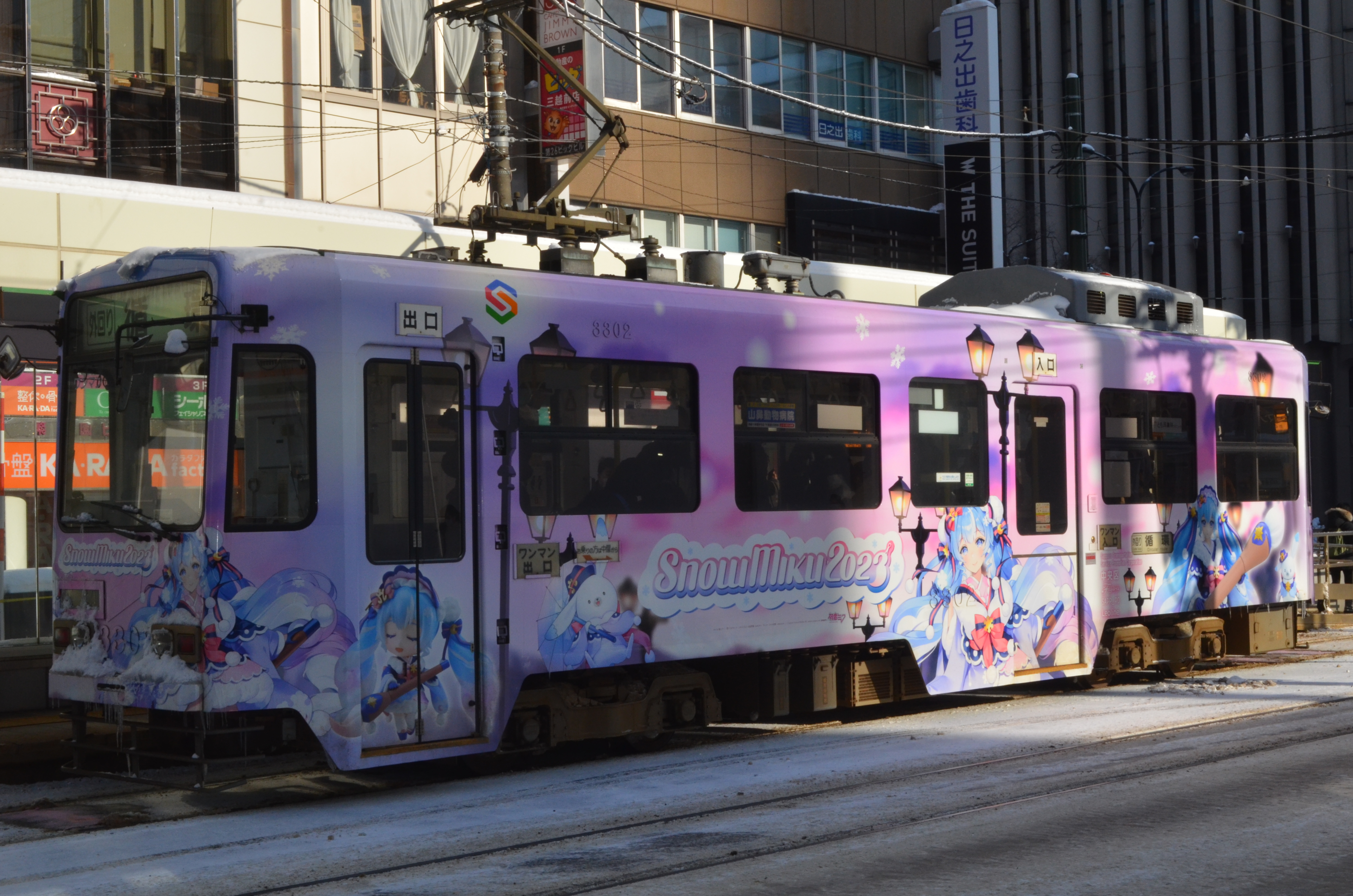
2022 - 2023シーズンの「雪ミク」ラッピングをされた3302号
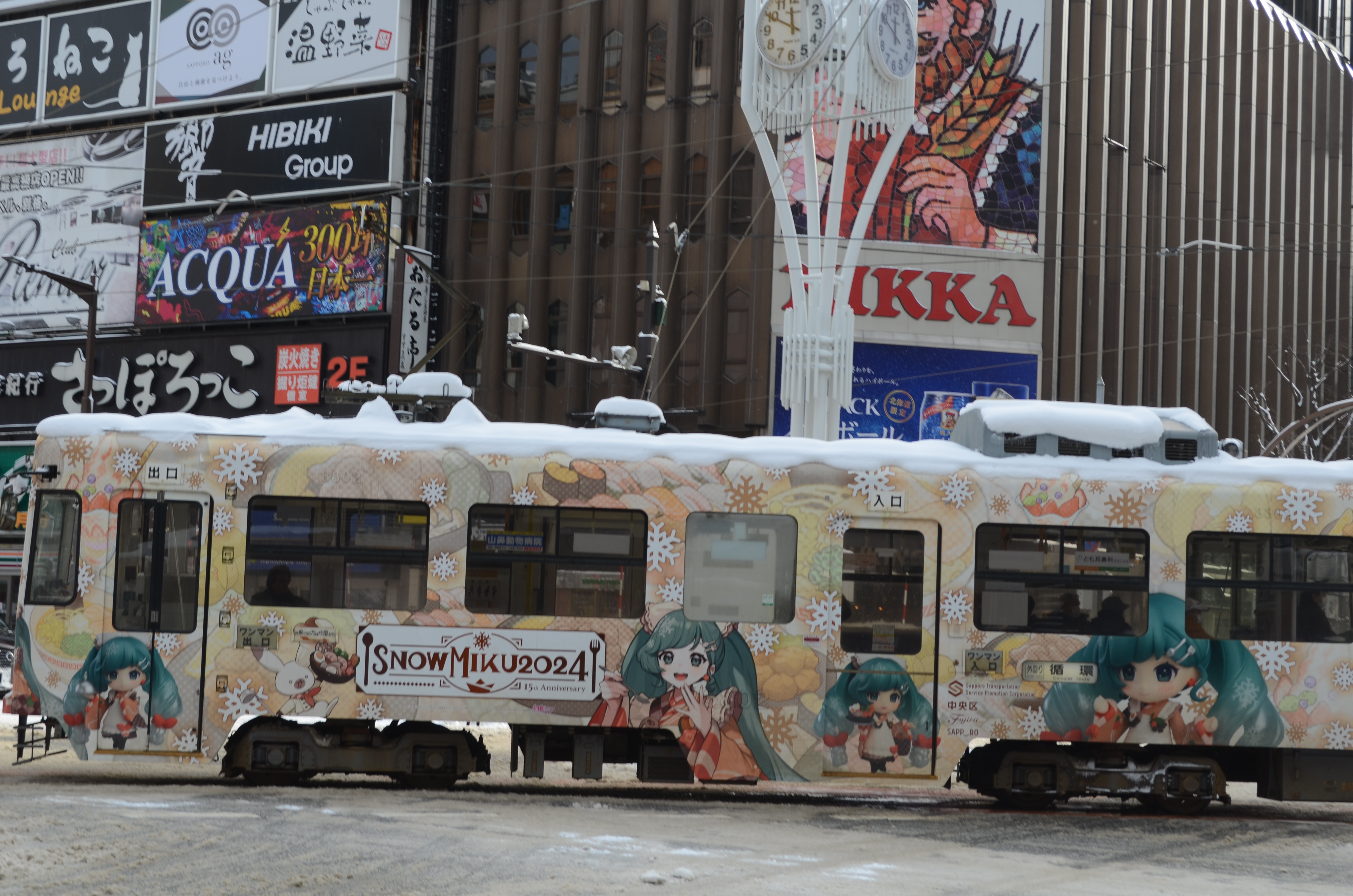
2023 - 2024シーズンの「雪ミク」ラッピングをされた3302号
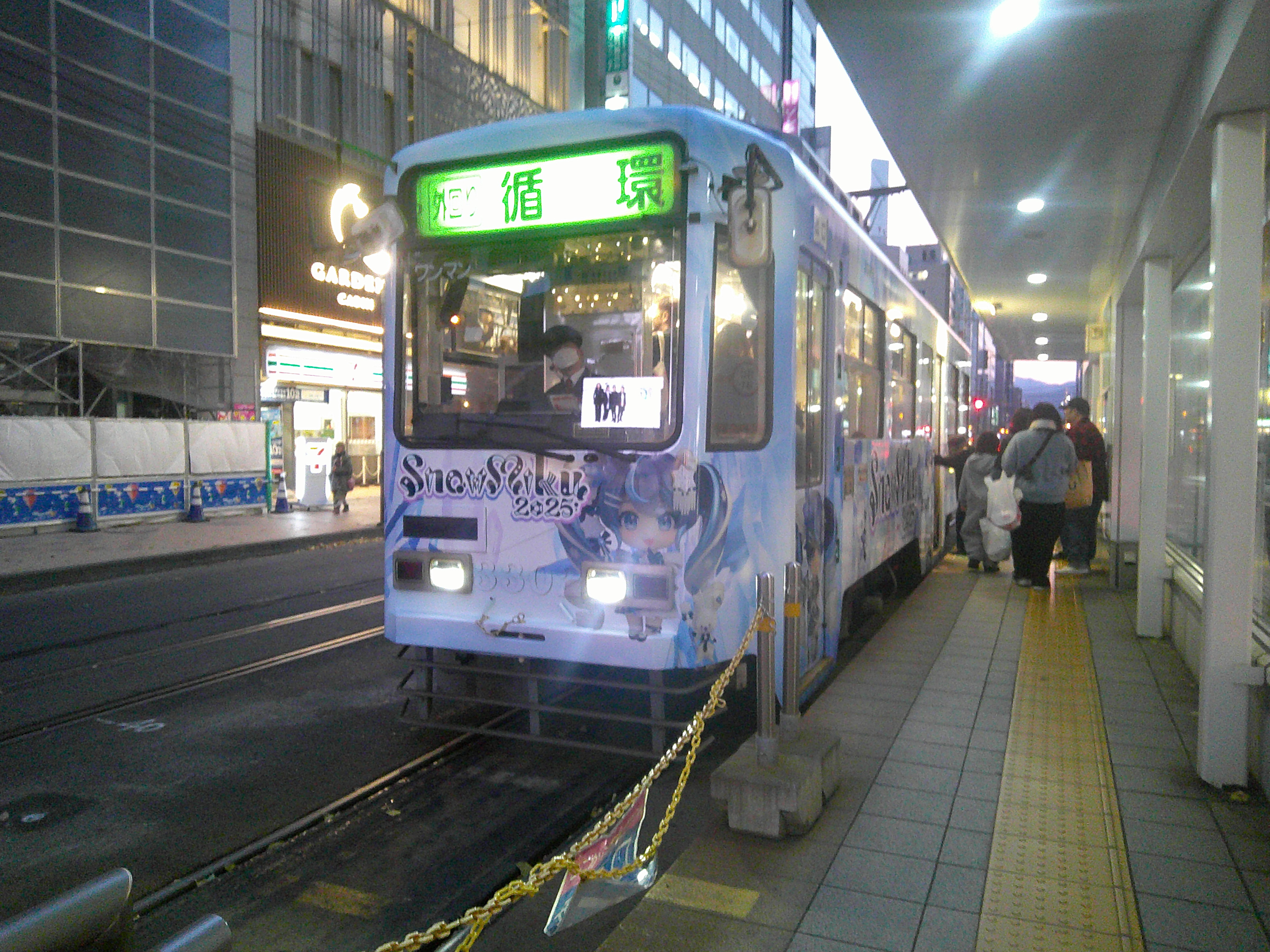
2024 - 2025シーズンの「雪ミク」ラッピングをされた3302号(2024年11月16日 西4丁目電停外回りホーム)

## 主要諸元
- 全長：13,000mm
- 全幅：2,230mm
- 全高：3,800mm
- 自重：18t
- 定員（座席）：62 (32) 人
- 出力・駆動方式：40.0kW×2・吊り掛け式[1]
- 台車型式：東急車輛TS-309